# 폴라 트루먼
폴라 트루먼(Paula Trueman, 1897년 4월 25일 ~ 1994년 3월 23일)은 미국의 배우, 연극 배우, 텔레비전 배우, 영화배우이다.
뉴욕에서 태어났으며 뉴욕에서 사망하였다. 사인은 질병이다.

## 영화
- 문스트럭 (1987년) - 루시 역
- 더티 댄싱 (1987년) - 미시즈 슈마처 역
- 세이 예스 (1986년)
- 소펠 부인 (1984년)
- 젤리그 (1983년)
- 더 일렉트릭 그랜드마더 (1982년)
- 음악은 멈출 수 없어 (1980년)
- 의문의 호출 (1979년)
- 애니 홀 (1977년)
- 무법자 조시 웰즈 (1976년)
- 스텝포드 와이브스 (1975년)
- 도청 작전 (1971년)
- 페인트 유어 웨건 (1969년)